# Calaítos
Calaítos es un grupo musical español, del género conocido como tecno-rumba. En su primera formación estaba compuesto por Alberto Garrido Fernández (cantante solista), María del Pilar Valero Barral (cantante solista) y David Domínguez Paredes (teclista-guitarrista).

## Contexto musical
Desde sus inicios en 1995 lograron vender aproximadamente un millón de álbumes, sumando toda su discografía. Una cifra muy considerable, teniendo en cuenta que nunca contaron con grandes promociones.
Sus más célebres exponentes son el grupo Camela, con quienes compartían arreglista y discográfica.

## Trayectoria artística
Su primer álbum "Como un volcán", se  publicó en el año 1995, dirigido por Daniel Muneta y distribuido por Producciones AR. Tras esta primera experiencia como grupo y debido a su enorme éxito, decidieron dedicar su segundo álbum a la Navidad. Este se titularía "Canción de paz".
Tras estos títulos siguieron en 1996 con "Desnuda tu corazón", en el que substituyeron a Alberto por Benjamín Paredes. Poco tiempo después se embarcaban en su primera gira en directo.
A finales de 1997 lanzaron "Aun le sigues queriendo" (de nuevo con Alberto como vocalista). Meses más tarde, David se desmarcó del grupo y comenzó una carrera como cantante y compositor, formando el dúo Dabel junto a Anabel Conde (que había representado a España en Eurovisión en 1995).
Su siguiente álbum vio la luz en el año 2000 y se tituló "Es como un sueño". En esta ocasión se escuchaban tendencias más latinas y el grupo estaba ya formado solamente por Pilar y Alberto.
En 2001 Pilar decidió abandonar Calaítos y emprender un nuevo camino y fue sustituida por Marga Monge, quien grabó el trabajo "Navidad Con Alegría". Alberto, por su parte, no se resignó a la disolución del grupo y, tras la partida de Marga, grabó un sexto trabajo "Hay otra persona", en el que contó con la colaboración de Olga Romero (exconcursante del programa televisivo Popstars) ocupando la parte femenina. Este álbum puso fin a su trayectoria.
Pasados catorce años, Pilar vuelve a utilizar el nombre Calaítos, para formar un dúo junto a Victor Salguero. En 2017 editan "De vuelta", un álbum en el que siguen reivindicando el estilo Tecno-rumba y en este 2021 una nueva versión remix del tema "Como Un Volcán"; esta formación y sus últimos trabajos no han tenido la repercusión de antaño. Por otra parte, desde el año 2008, Pilar ha publicado varios proyectos en solitario, bajo el nombre artístico Calaíta.

## Discografía
Álbumes de estudio
- 1995: Como un volcan (Producciones AR, S. L.)
- 1995: Canción de paz (Producciones AR, S. L.)
- 1996: Desnuda tu corazón (Producciones AR, S. L.)
- 1997: Aun le sigues queriendo (Producciones AR, S. L.)
- 2000: Es como un sueño (Producciones AR, S. L.)
- 2003: Hay otra persona (Producciones AR, S. L.)
- 2017: De vuelta (Conarte grabaciones, S. L.)

Recopilatorios
- 1997: Como un volcán, Mi dulce veneno, Moriría por ti, Los abuelos y otras..
- 2001: Navidad Con Alegría. Aguardiente y Pestiños]]
- 2003: Calaitos
- 2004: Petalos De Abril, Amar A Dos, La Quiero A Morir, Cuentame Y Otras..

Cintas económicas
- 1995: Mi dulce veneno
- 1995: Como un volcan, Besos de Luna, Eva y otras..
- 1995: Calaitos cantan villancicos
- 1996: Moriría por ti
- 1997: Te enamorarás
- 1997: Amor sin barrera
- 2000: Que peligro tienes